# Sněžné (Rychnov nad Kněžnou-i járás)
Sněžné település Csehországban, Rychnov nad Kněžnou-i járásban. Sněžné Bystré, Olešnice v Orlických horách, Sedloňov, Janov, Nový Hrádek és Dobřany településekkel határos. Lakosainak száma 136 fő (2024. január 1.).

## Népesség
A település lakosságának változását az alábbi diagram mutatja:
| Lakosok száma | 710  | 735  | 568  | 338  | 207  | 142  | 139  | 135  | 133  | 136  |
|               | 1869 | 1890 | 1921 | 1950 | 1980 | 2001 | 2017 | 2019 | 2022 | 2024 |